# San José de los Perales
San José de los Perales är en ort i Mexiko.   Den ligger i kommunen Querétaro och delstaten Querétaro Arteaga, i den centrala delen av landet, 180 km nordväst om huvudstaden Mexico City. San José de los Perales ligger 1 865 meter över havet och antalet invånare är 128.
Terrängen runt San José de los Perales är kuperad åt sydost, men åt nordväst är den platt. Runt San José de los Perales är det ganska tätbefolkat, med 149 invånare per kvadratkilometer. Närmaste större samhälle är Santiago de Querétaro, 4,7 km väster om San José de los Perales. Omgivningarna runt San José de los Perales är en mosaik av jordbruksmark och naturlig växtlighet.